# 龍華寺 (静岡市)
龍華寺（りゅうげじ）は 静岡県静岡市清水区村松にある日蓮宗の寺院。山号は観富山。本尊は釈迦如来。高山樗牛ゆかりの寺。旧本山は、大野本遠寺。小西法縁。

## 歴史

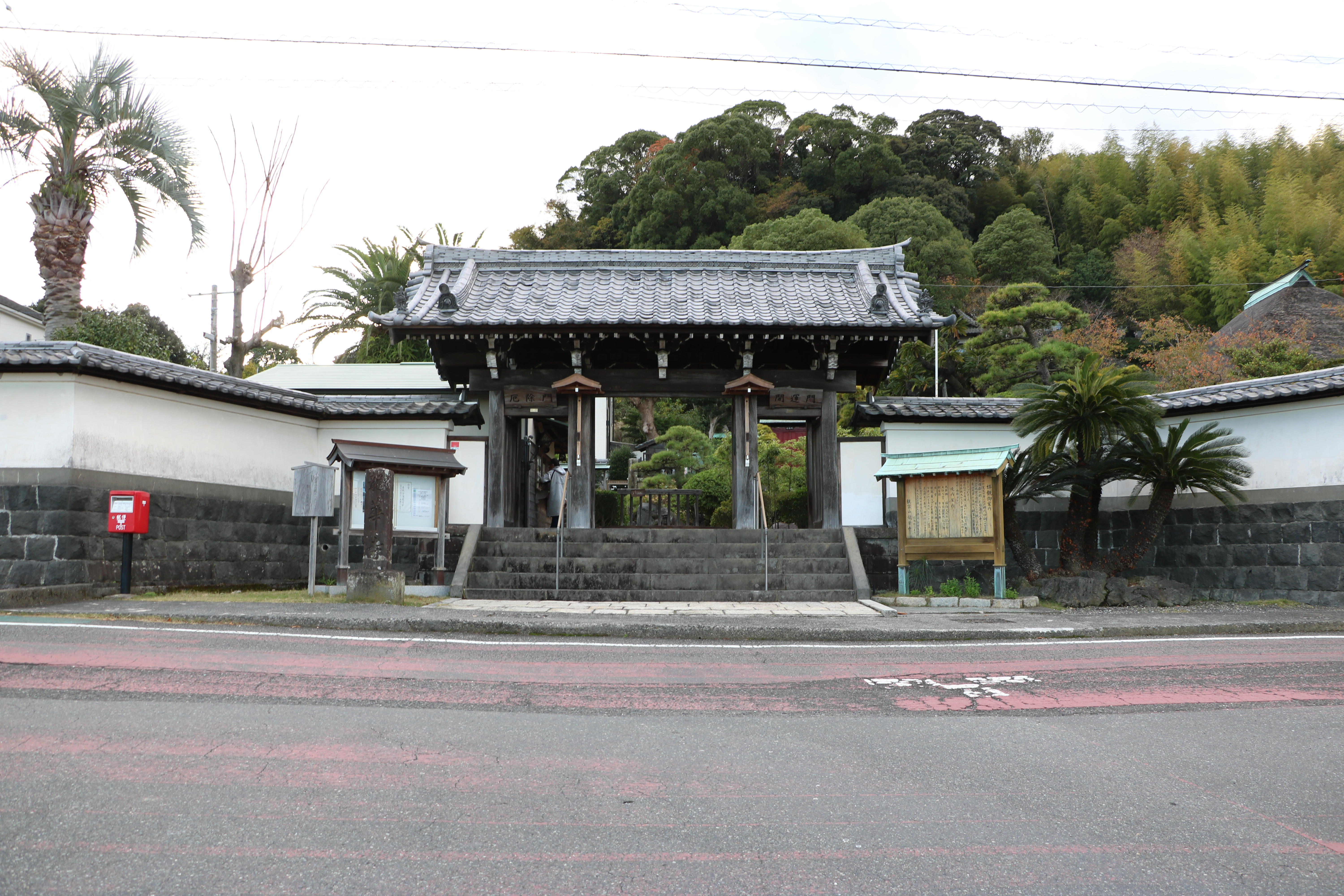
龍華寺山門 2019年11月29日撮影

1670年（寛文10年）小浜市出身の日近上人により創建された。晩年にはここから見える富士の景色を気に入り、身延の大野山本遠寺から移り住んだ。そして上人自ら大野別院とした。
日近上人は、東山天皇の帰依を受け、皇室祈願寺と定め、天皇により観富士龍華寺と名づけられた。本堂と庭園（観富園、須弥山式庭園）は、徳川頼宣と徳川頼房が寄進をし、名匠をして10数年かけて造られた。

## 天然記念物など

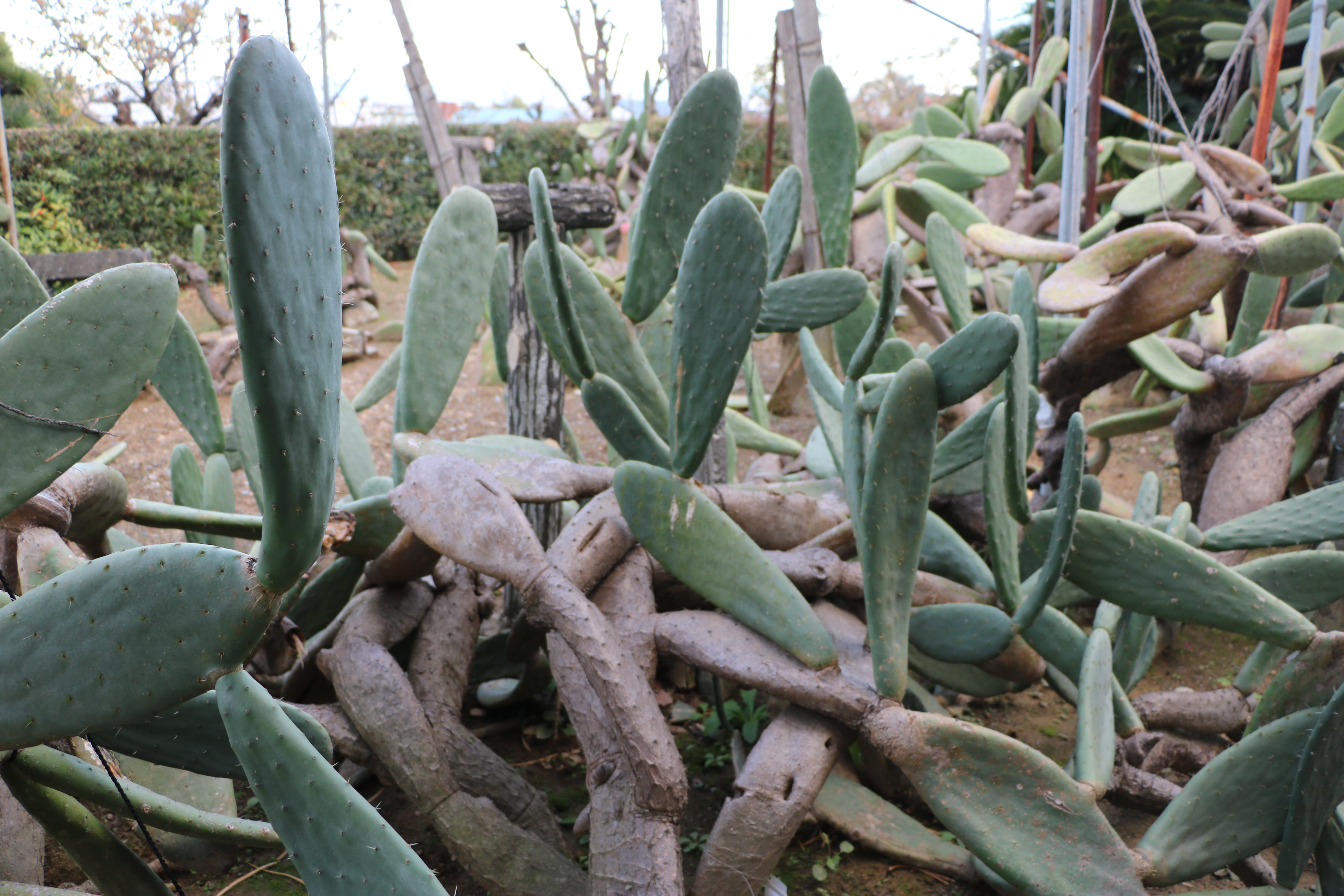
大仙人掌（静岡市指定天然記念物）
2019年11月29日撮影

- 境内のソテツの雄株は、日本で最古最大で国の天然記念物に指定されている。根廻6mで、樹齢1,100年と推定される。雌株は、根廻4mで樹齢800年と推定される。

- 境内のサボテン（大仙人掌）は、樹齢は推定300年蘇鉄とともに中国上海にある龍華寺より移植されたと伝わる。

## 所在地・アクセス
- 静岡県静岡市清水区
- JR東海東海道本線清水駅から静鉄バス忠霊塔行きに乗車 約20分。

## 拝観料・拝観時間
- 拝観料400円（子供は半額）
- 拝観時間8:30～16:30

## 文化作品
- 『ハルチカ〜ハルタとチカは青春する〜』 - ピーエーワークスが制作し、2016年に放送されたテレビアニメ。登場人物の檜山界雄の実家「睡蓮寺」として描かれる（サブタイトル「周波数は77.4MHz」）。

## 周辺
- 鉄舟寺
- 海長寺